# Baby Gravy 2
Baby Gravy 2 è il primo album in studio collaborativo del rapper canadese bbno$ e del rapper statunitense Yung Gravy, pubblicato il 14 febbraio 2020.

## Tracce
1. Bandsville – 1:54
2. Justin Bieber Wrist – 2:43
3. Go Bananas (feat. Spark Master Tape) – 2:11
4. Off the Goop – 2:40
5. Gasoline Pt. 2 (feat. Spark Master Tape) – 3:18
6. Welcome to Chili's – 2:37
7. Cadbury Creme (feat. TrippyThaKid) – 3:07
8. Iunno – 2:37
9. Myrtle Bitch – 2:08
10. Shining on My Ex – 2:20